# ベアトリス・オブ・サクス＝コバーグ＝ゴータ
ベアトリス・オブ・エディンバラ・アンド・サクス＝コバーグ＝ゴータ（Beatrice Leopoldine Victoria of Edinburgh and Saxe-Coburg-Gotha, 1884年4月20日 - 1966年7月13日）は、スペインの王族であるガリエラ公アルフォンソの妻。スペイン語名ではベアトリス・デ・サホニア＝コブルゴ＝ゴータ（Beatriz de Sajonia-Coburgo-Gotha）。

## 略歴
エディンバラ公アルフレッド（ヴィクトリア女王の次男。のちのザクセン＝コーブルク＝ゴータ公）とその妃であるロシア皇女マリアの四女として、ケント州で生まれた。姉にルーマニア王妃マリア、ロシア大公妃ヴィクトリア・メリタらがいる。
家族からは「ベイビー･ビー(Baby bee)」、または単に「ビー(Bee)」と呼ばれた。
1902年、ベアトリスとロシア大公ミハイル（ニコライ2世の弟）とのロマンスが持ち上がった。しかし、ロシア正教会の教会法はいとこ同士の結婚を認めていないため、この結婚話は立ち消えた。のち、ベアトリスはスペイン王アルフォンソ13世と結婚するという噂が流れた。この噂は、アルフォンソが彼女の従姉ヴィクトリア・ユージェニーと1906年に結婚したため、デマだと証明された。この結婚式に出席したベアトリスは、スペイン王の従弟、第5代ガリエラ公アルフォンソと出会った。
1909年7月、ベアトリスはアルフォンソとコーブルクで、カトリックとルター派のそれぞれの結婚式を挙げた。2人はコーブルクで暮らした後、3年後にスペインへ移った。
アルフォンソ13世の結婚生活はうまくいっておらず、彼は多くの女性たちと親密にし、何人もの庶子を生ませていた。ベアトリスも王の愛人の一人ではないかと噂された。彼らは親密な友人同士だったが、息苦しい儀礼だらけのスペイン王宮では、その親密ぶりを隠すことが困難だった。
王太后マリア・クリスティーナは、イギリス王族であるベアトリスとの情事の噂に大変憤り、サン・セバスティアンでベアトリスと面会し、スペインから出国するよう説得した。彼女はこれを拒み、問題をこれ以上こじれさせたくない王は、彼女を亡命させるしか選択の余地はなかった。
ガリエラ公一家はイギリスへ行き、3人の息子たちをウィンチェスター校（パブリック・スクール）で教育した。スペイン王室が柔和に転じると、一家はスペインへ帰国してサンルーカル・デ・バラメーダ（カディス県）の所領にある住まいに移った。1930年代は、スペイン王制の崩壊、それに続く内戦で一家の財産の多くを失うなど、受難の時代となった。1931年にスペイン第二共和政が樹立したのち、アルフォンソ国王一家はイタリアへ亡命した。スペインに残っていたガリエラ公一家は、激化する内戦で所領を失い、次男アルフォンソは共産党との戦闘で殺害された。
ベアトリスは、唯一残ったサンルーカル・デ・バラメーダの自宅で亡くなった。三男アタウルフォは独身で1974年に亡くなったため、長男アルバロの子孫のみが現在に続いている。

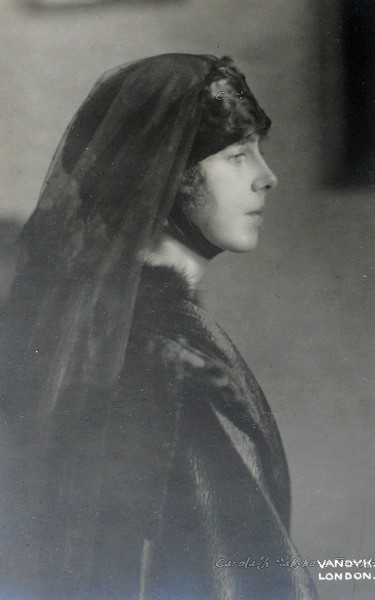
1920年

## 子女
- アルバロ（1910年 - 1997年） - スペイン王子、第6代ガリエラ公。
- アルフォンソ（1912年 - 1936年）
- アタウルフォ（1913年 - 1974年）

イギリスにおける紋章
スペインにおける紋章